# Някъде на запад
„Някъде на запад“ (на английски: Anywhere but Here) е американска драма от 1999 г., адаптация на едноименния роман на Мона Симпсън, на режисьора Уейн Уанг. Във филма участват Сюзън Сарандън и Натали Портман.
Снимките започват през юни 1998 г. Премиерата на филма е на Филмовия фестивал в Торонто на 17 септември 1999 г., а по кината в САЩ е пуснат на 12 декември.